# Cheick Diabaté
Cheick Tidiane Diabaté (Bamako, 25 mei 1988) is een Malinees voetballer die doorgaans als aanvaller speelt. Hij verruilde Girondins Bordeaux in juli 2016 transfervrij voor Osmanlıspor. Diabaté debuteerde in 2005 in het Malinees voetbalelftal.

## Clubcarrière
Op 16-jarige leeftijd haalde Girondins Bordeaux Diabaté weg bij het Malinese Centre Salif Keita. Tijdens het seizoen 2007-2008 scoorde hij 18 doelpunten uit 35 wedstrijden in het tweede elftal van Bordeaux. Op 4 juli 2008 werd hij uitgeleend aan Ajaccio. Hij maakte zijn profdebuut tegen LB Châteauroux. In zijn tweede wedstrijd scoorde hij twee doelpunten tegen Stade de Reims. Drie weken later scoorde hij nog een dubbelslag tegen Vannes. In 30 wedstrijden scoorde hij uiteindelijk 14 doelpunten in de Ligue 2. Bordeaux verlengde zijn contract tot juni 2013. Op 20 juli 2009 werd hij voor de tweede maal uitgeleend, ditmaal aan AS Nancy. Daar speelde hij meestal in het tweede elftal en kwam hij tot twee optredens in het eerste elftal. Tijdens het seizoen 2012/13 dwong hij een basisplaats af onder Francis Gillot.

## Interlandcarrière
Diabaté nam met Mali -17 deel aan het Afrikaans kampioenschap -17. Hij scoorde in elke groepswedstrijd een doelpunt. Enkele maanden later maakte hij zijn debuut voor Mali in een WK-kwalificatiewedstrijd tegen Liberia. Hij zat in de 23-koppige selectie die op de Afrika Cup 2012 derde werd. Op 11 februari 2012 scoorde hij in de wedstrijd om de derde plaats twee doelpunten tegen Ghana. Hij werd een van de topschutters van het toernooi met drie doelpunten, samen met onder meer Pierre-Emerick Aubameyang en Didier Drogba.

## Erelijst
| Coupe de France | 1x | 2012/13 |